# Laffite X-Road
La Laffite X-Road (ou G-Tec X-Road) est une supercar tout-terrain conçu par le constructeur automobile américain Laffite Supercars à 30 exemplaires à partir de 2020.

## Présentation
La Laffite X-Road est le fruit du partenariat de plusieurs entreprises[source insuffisante]. Ainsi, Laffite Supercars, entreprise fondée par Bruno Laffite (et sa femme Laëtitia), neveu du pilote automobile français Jacques Laffite, qui est spécialisée dans la conception automobile et la création de concept-cars et de modèles en série limitée prêts pour la route, c'est chargée de la création du véhicule. G-TEC, une entreprise dirigée par l’ingénieur Philippe Gautheron, a créé l’ensemble du châssis et des trains roulants. Anthony Jannarelly, fondateur de Jannarelly Automotive et designer de la Lykan HyperSport, s'est chargé du design extérieur. Team Virage Group, écurie de sport automobile, a testé et affiné les réglages du concept.
L'origine du projet remonte à 2015 avec la présentation du buggy Zarooq SandRacer 500GT, qui devait être produit en 2017. Le projet a été abandonné et Bruno Laffite, ancien directeur des opérations de Zarooq Motors, a relancé le projet avec le concours d'Anthony Jannarelly qui avait dessinée la SandRacer 500GT.
La Laffite G-Tec X-Road est présentée en janvier 2020 et produite à Los Angeles aux États-Unis en 30 exemplaires.

## Caractéristiques techniques
Le buggy de luxe repose sur un châssis tubulaire en acier au chrome-molybdène et mesure 4,29 mètres de long et 2,14 mètres de large pour une masse de 1,3 tonne.  
Le X-Road reçoit le moteur V8 LS3 de General Motors, notamment connu sous le capot des Chevrolet Corvette C6 / C7 et Camaro, d'une cylindrée de 6 162 cm3 et délivrant 470 ch et jusqu'à 720 ch avec un compresseur. Le moteur est accouplé à une boîte séquentielle à cinq rapports ou six rapports avec palettes au volant, l'ensemble distribuant la puissance aux roues arrière.
Le X-Road offre la possibilité de choisir une motorisation 100 % électrique. Celle-ci est constituée d'un moteur électrique de 340 kW (460 ch) alimenté par une batterie lithium-ion de 60 kWh lui procurant une autonomie de 322 km. Le poids de l’engin évolue à 1,63 tonne. Cette version coûtera 545 000 $.